# Pseudotetralobus
Pseudotetralobus is een geslacht van kevers uit de familie  
kniptorren (Elateridae).
Het geslacht is voor het eerst wetenschappelijk beschreven in 1902 door Schwarz.

## Soorten
Het geslacht omvat de volgende soorten:
- Pseudotetralobus albertisi (Candèze, 1878)
- Pseudotetralobus apicipennis Elston, 1928
- Pseudotetralobus australasiae (Gory, 1836)
- Pseudotetralobus bifoveatus Suzuki, 2002
- Pseudotetralobus capucinus (Candèze, 1882)
- Pseudotetralobus castaneus Elston, 1928
- Pseudotetralobus conspectus Elston, 1928
- Pseudotetralobus corrosus (Candèze, 1878)
- Pseudotetralobus dohrni Schwarz, 1902
- Pseudotetralobus fortnumi (Hope, 1842)
- Pseudotetralobus murrayi (Candèze, 1857)
- Pseudotetralobus pumilus (Candèze, 1893)
- Pseudotetralobus punctipennis Elston, 1928
- Pseudotetralobus quadrifoveatus (W.J. Macleay, 1888)
- Pseudotetralobus sulcicollis Elston, 1928
- Pseudotetralobus thoracicus (Blackburn, 1890)